# Dicentrarchus labrax
Cá vược châu Âu (Danh pháp khoa học: Dicentrarchus labrax) là một trong sáu loài cá vược trong họ Moronidae, gọi chung là cá vược ôn đới thuộc bộ cá vược (Perciformes) sống ở biển phía Bắc và phía nam châu Phi và phía Bắc châu Phi, mặc dù chúng cũng có thể được tìm thấy ở các vùng nước nông ven biển và cửa sông vào những tháng hè. Chúng được đánh bắt và nuôi thương phẩm, và được coi là loài cá quan trọng nhất được nuôi ở Địa Trung Hải. Nó được tìm thấy ở vùng biển trong và xung quanh Châu Âu, bao gồm Đông Đại Tây Dương (từ Na Uy đến Senegal), Biển Địa Trung Hải và Biển Đen. 

## Đặc điểm
Cá vược Châu Âu có thể đạt đến kích thước tối đa là 1 m (3.3 ft) và trọng lượng 12 kg (26 lb), mặc dù kích thước phổ biến nhất chỉ bằng một nửa so với trọng lượng 0,5 m (1.6 ft). Những cá thể có màu xám bạc và đôi khi có màu xanh đậm ở mặt sau. Chúng chủ yếu là một thợ săn đêm, ăn cá nhỏ, polychaetes, động vật chân đầu cephalopods, và giáp xác. Chúng đẻ trứng từ tháng 3 đến tháng 6, chủ yếu ở vùng nước ven bờ. Khi chúng phát triển chúng di chuyển vào cửa sông, nơi chúng ở lại trong một hoặc hai năm.
Những con cá con bơi theo đàn và ăn động vật không xương sống, trong khi cá trưởng thành ít có tính xã hội và thích ăn các loài cá khác. Chúng thường được tìm thấy ở vùng duyên hải gần bờ sông, đầm phá, và cửa sông vào mùa hè, và di chuyển ngoài khơi vào mùa đông. Môi trường sống của nó bao gồm các cửa sông, đầm phá, vùng nước ven biển và sông ngòi. Nó là một loài di cư theo mùa, di chuyển xa bờ và phía bắc vào mùa hè.

## Khai thác
Sản lượng đánh bắt hàng năm của cá vược châu Âu hoang dã tương đối khiêm tốn, dao động từ 8.500 đến 11.900 tấn trong giai đoạn 2000-2009. Phần lớn các sản phẩm khai thác được báo cáo bắt nguồn từ Đại Tây Dương, cá vược châu Âu là một trong những loại cá đầu tiên được nuôi ở Châu Âu. Chúng đã từng được nuôi cấy ở đầm phá ven biển và hồ thủy triều, trước khi kỹ thuật sản xuất hàng loạt được phát triển từ cuối những năm 1960. Đây là loài cá thương mại quan trọng nhất được nuôi cấy rộng rãi ở Địa Trung Hải. Các quốc gia nông nghiệp quan trọng nhất là Hy Lạp, Thổ Nhĩ Kỳ, Ý, Tây Ban Nha, Croatia và Ai Cập. Sản lượng hàng năm là hơn 120.000 tấn trong năm 2010.